# Morrison Hotel
Morrison Hotel studiové album americké rockové skupiny The Doors. Skladby na něm byly většinou nahrány v listopadu 1969. Někdy je album označováno jako Hard Rock Cafe podle jména první strany LP desky. Morrison Hotel byl vydán v lednu roku 1970 a oproti předešlému albu The Soft Parade bylo úspěšné. Album má bluesový zvuk a neobsahovalo žádný singlový hit.
Na obrázku alba je zachycen hotel, který se nachází na South Hope Street č. 1246 v Los Angeles.

## Seznam skladeb
| Pořadí | Název                | Délka |
| ------ | -------------------- | ----- |
| 1.     | Roadhouse Blues      | 4:04  |
| 2.     | Waiting for the Sun  | 3:59  |
| 3.     | You Make Me Real     | 2:53  |
| 4.     | Peace Frog           | 2:54  |
| 5.     | Blue Sunday          | 2:13  |
| 6.     | Ship of Fools        | 3:08  |
| 7.     | Land Ho!             | 4:10  |
| 8.     | The Spy              | 4:17  |
| 9.     | Queen of the Highway | 2:47  |
| 10.    | Indian Summer        | 2:36  |
| 11.    | Maggie M'Gill        | 4:23  |

### Bonusové písně z vydání z roku 2006
1. „Talking Blues“
2. „Roadhouse Blues“
3. „Roadhouse Blues“
4. „Carol“
5. „Roadhouse Blues“
6. „Money Beats Soul“
7. „Roadhouse Blues“
8. „Peace Frog“
9. „The Spy“
10. „Queen of the Highway“ (jazzová verse)